# Josaia Raisuqe
Josaia Wini Raisuqe (22. července 1994 – 8. května 2025) byl fidžijský ragbista. Naposledy nastupoval za francouzský klub Castres Olympique.

## Kariéra
Narodil se v Lutu v Naitasiri a ragby se začal věnovat už v mládí. Tehdejší trenér Fidži Ben Ryan si jej vyhlédl a následně ho vybral do reprezentace Fidži pro Hongkong Sevens 2015. V červenci 2015 podepsal smlouvu s francouzským týmem Stade Français.

### Kontroverze
Debutoval 31. října 2015 proti Agenu. V zápase proti Munsteru dostal červenou kartu za vypíchnutí oka kapitána Munsteru CJ Standera. Raisuqe byl obviněn a následně suspendován na patnáct týdnů. V klubu pokračoval i v následující sezoně. V zápase proti Ospreys obdržel žlutou kartu za faul. Po následujícím přestupku obdržel druhou žlutou kartu a ze hry byl vyloučen. Z videí po zápase bylo odhaleno, že rovněž dupl na nohu Keelana Gilese, za což později dostal desetitýdenní suspendaci.
V červenci 2017 byl obviněn za úmyslné násilí a sexuální napadení, když společně se spoluhráčem Waisea Nayacalevu opilý napadli ženu a následně i jejího známého. Policie je oba zatkla a následně je čekal soud.
Dne 18. srpna ho klub Stade Francais za hrubé porušení pravidel vyhodil a Nayacalevuovi udělil varování.
V září téhož roku podepsal smlouvu s klubem USON Nevers a pokračoval v něm až do roku 2021. Následně odešel do klubu Castres Olympique, kde hrál až do své smrti.
Byl členem reprezentačního týmu Fidži, který získal stříbrnou medaili na Letních olympijských hrách 2024 v Paříži.

## Smrt
Ráno 8. května 2025 zemřel poté, co jeho auto srazil vlak na železničním přejezdu v Saïx ve Francii.